# MBSドクホン
MBSドクホン（エムビーエスドクホン）は、毎日放送が発行していた情報誌（フリーペーパー）。
2004年1月に創刊0号を発行。第19号（2007年4月発行）をもって休刊中。

## 発行
- 編集・発行

（株）毎日放送　編成局宣伝部
- 定価

0円
- 配布場所

サポートショップ（一覧）

## 表紙構成
創刊0号から11号までは表紙が一色で構成されており、番組出演者の写真と白抜きで台詞が書かれる（創刊0号は角淳一が登場し、『ちちんぷいぷい』の「こんにちは。私は角淳一です。あなたはどなたでしょうか。」という台詞が載った）ものだった。これに対し、裏表紙に共演者からのツッコミが入るという構成がほとんどであった。
12号以降は表紙が全面リニューアル。白地をバックに番組出演者をカッコよく描いたイラストが掲載されるようになった。
裏表紙の下隅には海原はるかの頭髪部の拡大写真が掲載され、バーコードと称している。一度だけブラックマヨネーズの小杉竜一が登場しており、同社制作の『ジャイケルマクソン』に出演した際の罰ゲームでパンチパーマになった時の拡大写真が掲載された。雑誌コードは『44444-1179』と同局のテレビとラジオ周波数を合わせたものとなっている。

## 主な企画
- 特集
- テレビ情報（MBS制作だけでなくTBS制作も）
- ラジオ情報
- イベント情報
- スポーツ・美術・技術・アナウンサーetc…コーナー

- 連載

水野真紀の「なにわ食いしぐれ」
小出水画伯の「変態博覧会」
大西ユカリの「新世界ミュージック」
コピーライター山崎の「毎日放送さん、このコピーやっぱボツですか？」
業界の建築（たてもの）くん
熱血スポーツ記者が行く
『痛快!明石家電視台』楽屋トークノーカット書き起こし
高須光聖の「御影屋放談」（12号で連載終了）
- テレビ・ラジオ・イベントプログラム
- プレゼント
- 編集後記
- アンケート